# Ascanius

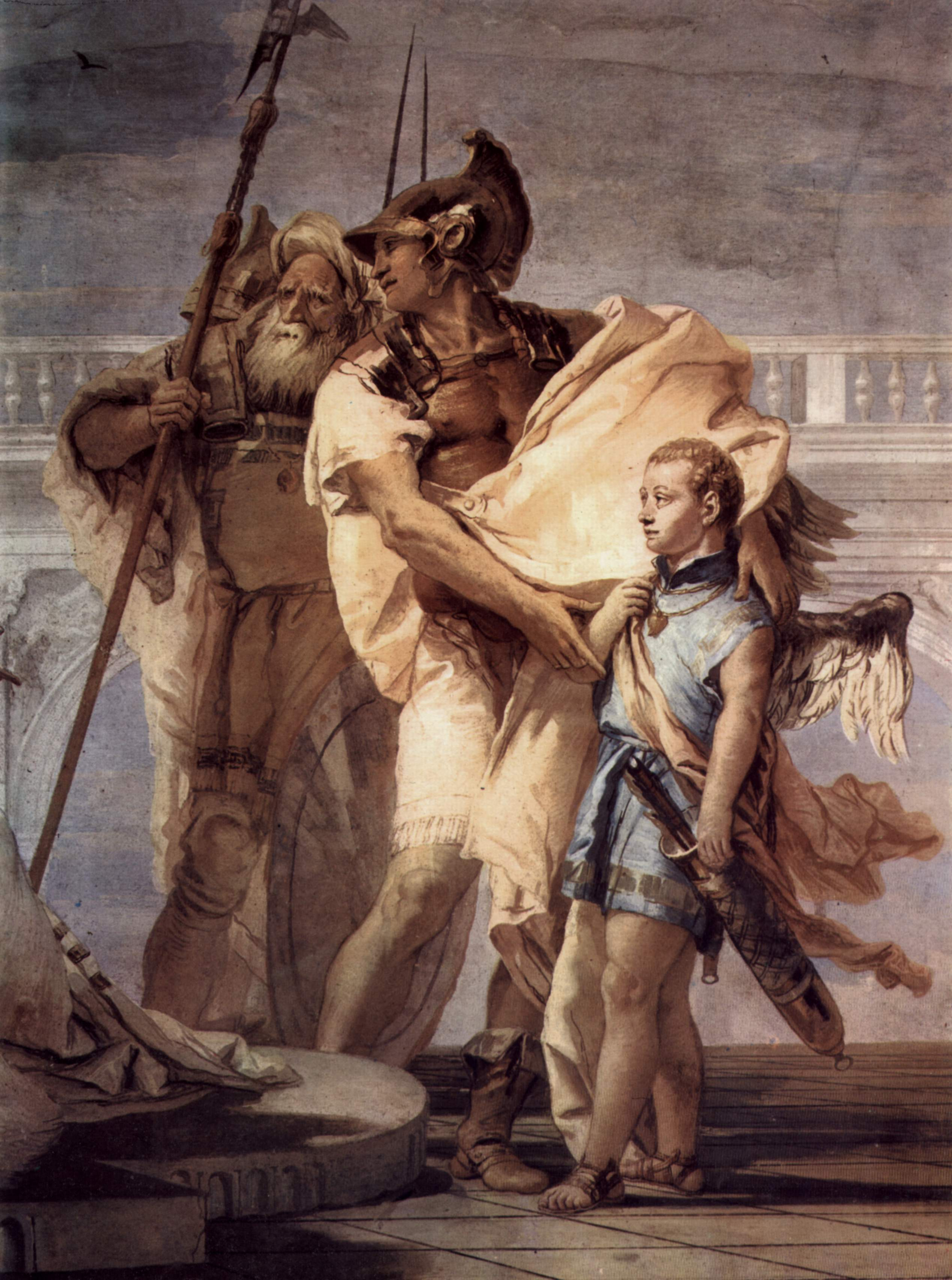
Aeneas stelt zijn zoon Ascanius voor aan koningin Dido van Carthago (Tiepolo)

Ascanius (gelatiniseerd van het Griekse Askanios) of Julus (Latijn: IVLVS of ILVS) is een figuur uit de Romeinse mythologie. Hij is de zoon van de Trojanen Aeneas en Creusa - volgens sommige bronnen echter was Lavinia zijn moeder - dus de kleinzoon van de godin Venus.
Twee uiteenlopende legenden verhalen zijn lotgevallen. De eerste meldt dat hij in het rijk dat hij in Troje van zijn vaderen had geërfd zou hebben geregeerd en daar door zijn nakomelingen zou zijn opgevolgd. De tweede, beter bekende legende zegt dat hij samen met zijn vader Aeneas en zijn grootvader Anchises vluchtte nadat de Grieken Troje hadden veroverd. Na eerst in Carthago te hebben gewoond, kwamen zij uiteindelijk in Latium in Italië. Als teken dat Ascanius was voorbestemd voor een grootse toekomst, lieten de goden vlammen in zijn haren dansen, zonder dat de jongen brandwonden opliep. Volgens deze legende liet hij bij de dood van Aeneas de heerschappij over Lanuvium aan Lavinia na en stichtte hij Alba Longa.
Volgens de Historia regum Britanniae van Geoffrey van Monmouth was Silvius de zoon van Ascanius. Silvius huwde een kleindochter van Lavinia en werd de vader van Brutus, de eerste koning van Brittannië.
Een Romeinse familie, de Gens Julia, beriep zich van oudsher op hun afstamming van Julus en Venus.

## Nawerking
Ascanius, of in het Italiaans Ascanio, deed het zeer goed in de wereld van de opera:
- Johann Joseph Fux: JULO ASCANIO, RE D'ALBA (1708)
- Antonio Lotti: Ascanio (1718)
- Wolfgang Amadeus Mozart: Ascanio in Alba (KV 111)

Ook in de opera Les Troyens van Hector Berlioz uit 1856-1858 komt Ascanius als personage voor. De Ascanio van Camille Saint-Saëns' gelijknamige opera is echter een tijdgenoot van Benvenuto Cellini, waaraan Berlioz eerder al een opera had gewijd (Benvenuto Cellini uit 1838).